# 安田章一郎
安田 章一郎（やすだ しょういちろう、1914年2月6日 - 2019年11月13日）は、日本の英文学者、翻訳家。名古屋大学名誉教授。

## 経歴
島根県生まれ。1937年京都帝国大学文学部英文科卒、浪速大学、奈良女子大学教授、1971年名古屋大学教授、1977年定年退官、甲南女子大学教授を務めた。
T・S・エリオット、W・H・オーデン、ジェラード・マンリ・ホプキンスなど英国モダニズム詩人を研究、翻訳した。深瀬基寛の一番弟子。
2019年11月13日、呼吸不全のため死去。105歳没。死没日をもって従四位に叙される。

## 著書
- 『T・S・エリオット研究』（南雲堂、不死鳥選書）　1964
- 『G・M・ホプキンズ研究』（清水弘文堂書店） 1968
- 『ホプキンズのこころ』（編、山口書店） 1979
- 『エリオットの昼』（山口書店） 1984
- 『セル・カステーラ・桐の花』（修学社） 1994
- 『荒野の中の批評』（修学社） 1994
- 『老いの繰り言』（京都修学社） 2003
- 『時未だし』（京都修学社） 2004
- 『金木犀』（京都修学社） 2009
- 『花ひらく森』（京都修学社） 2013

## 翻訳
- 『英文学をどう読むか』（L・D・ラーナー、深瀬基寛, 川田周雄共訳、筑摩書房） 1957
- 『堕落論 歴史のなかに神があるか』（ジェラルド・ハード、深瀬基寛共訳、筑摩叢書） 1965
- 『現代詩の賭』（エリッヒ・ヘラー、法律文化社） 1966
- 『悦ばしき知識』（セシル・デイ・ルーイス、法律文化社） 1967
- 『ウイルフリッド・オウエン詩集』（グローバル出版社） 1975
- 『オーデン名詩評釈』（大阪教育図書） 1981
- 『ホプキンズ詩集』（緒方登摩共訳、春秋社） 1982

### 記念論集
- 『エリオットと伝統』（編、研究社出版） 1977
- 『英米文学における父の諸変奏 安田章一郎先生百寿記念論集』（鈴木健次, 滝川睦, 平林美都子, 山口均編、英宝社） 2016

## 論文
- Cinii